# 卡内基国际和平基金会
卡内基国际和平基金会（英語：Carnegie Endowment for International Peace），是一个私人、非营利性组织的外交政策智庫，在華盛頓特區、莫斯科、北京、貝魯特與新德里都設有研究中心，致力于促进各国之间的合作，以及促进国际社会的积极参与。卡内基国际和平基金会成立于1910年，由美国“钢铁大王”安德鲁·卡内基创立，与美國的任何政治团体无关。
在 2015 年的智庫與公民社會計畫全球關鍵智庫指標評比裡，排名在全球第三名，前兩名智庫為布魯金斯學會與皇家國際事務研究所。

## 立場
立場偏向國際主義與多邊主義，是典型的中間派。

## 台灣
冷戰後隨著中國大陸力量提升與中美關係發展，基金會對台灣的政策研究兼容新保守主義與自由主義，其研究論述常影響美國對台灣的政策。然而，台灣在其新聞訂閱服務中並未以任何形式出現在國家（country）選項中，意味著來自台灣的訂閱者只能選擇中國大陸（China）作為國籍，異於一般的國籍慣例。

## 中國大陸
卡内基国际和平基金会與清華大學在北京共同設立清华—卡内基全球政策中心，該中心為卡内基国际和平研究院亚洲项目的一部分，该项目包含亚太地区经济、安全及政治发展等議題。

## 外部連結
- 卡內基國際和平基金會（页面存档备份，存于）